# Ogowe
Ogowe (fr. Ogooué) – rzeka w Gabonie i Kongu.
Długość rzeki wynosi 1200 km. Uchodzi do Zatoki Gwinejskiej.